# Episodi de Gli specialisti (serie televisiva 2016) (seconda stagione)
La seconda stagione della serie televisiva Gli specialisti è stata trasmessa in prima visione assoluta su ZDF dall'8 febbraio al 3 maggio 2017.
In Italia la stagione è stata trasmessa in prima visione assoluta su Rai 2 dal 26 luglio al 24 agosto 2018.
| n° | Titolo originale  | Titolo italiano                | Prima TV Germania | Prima TV Italia |
| -- | ----------------- | ------------------------------ | ----------------- | --------------- |
| 1  | Traumhafte Zeiten | Bei tempi                      | 8 febbraio 2017   | 26 luglio 2018  |
| 2  | Heroes            | Eroi                           | 15 febbraio 2017  | 27 luglio 2018  |
| 3  | Der GAU           | Massimo incidente ipotizzabile | 22 febbraio 2017  | 30 luglio 2018  |
| 4  | Meine Prinzessin  | La mia principessa             | 1º marzo 2017     | 31 luglio 2018  |
| 5  | Bum Bum           | Il puzzle                      | 8 marzo 2017      | 1º agosto 2018  |
| 6  | Zu treuen Händen  | L'uomo dell'ovest              | 15 marzo 2017     | 2 agosto 2018   |
| 7  | Romeo             | Romeo                          | 22 marzo 2017     | 16 agosto 2018  |
| 8  | Auge um Auge      | Occhio per occhio              | 29 marzo 2017     | 17 agosto 2018  |
| 9  | Große weite Welt  | Matrimonio buddista            | 5 aprile 2017     | 20 agosto 2018  |
| 10 | Heldenkinder      | I figli degli eroi             | 12 aprile 2017    | 21 agosto 2018  |
| 11 | Sommermärchen     | Favola d'estate                | 19 aprile 2017    | 22 agosto 2018  |
| 12 | Feindkontakt      | Contatto col nemico            | 26 aprile 2017    | 23 agosto 2018  |
| 13 | Diamantenfieber   | Febbre di diamanti             | 3 maggio 2017     | 24 agosto 2018  |

## Bei tempi
- Titolo originale: Traumhafte Zeiten
- Diretto da:
- Scritto da:

## Eroi
- Titolo originale: Heroes
- Diretto da:
- Scritto da:

## Massimo incidente ipotizzabile
- Titolo originale: Der GAU
- Diretto da:
- Scritto da: